# Elezioni europee del 2009 in Germania
Le elezioni europee del 2009 in Germania si sono tenute il 7 giugno.

## Risultati
| Liste  | Liste                                                           | Gruppo              | Voti       | %     | Seggi | Differenza | Differenza |
| Liste  | Liste                                                           | Gruppo              | Voti       | %     | Seggi | %          | Seggi      |
| ------ | --------------------------------------------------------------- | ------------------- | ---------- | ----- | ----- | ---------- | ---------- |
|        | Unione Cristiano-Democratica di Germania (CDU)                  | PPE                 | 8.071.391  | 30,65 | 34    | 5,9        | 6          |
|        | Partito Socialdemocratico di Germania (SPD)                     | S&D                 | 5.472.566  | 20,78 | 23    | 0,7        | Stabile    |
|        | Alleanza 90/I Verdi (B90/GRÜNEN)                                | Verdi/ALE           | 3.194.509  | 12,13 | 14    | 0,2        | 1          |
|        | Partito Liberale Democratico (FDP)                              | ALDE                | 2.888.084  | 10,97 | 12    | 4,9        | 5          |
|        | La Sinistra (LINKE)                                             | GUE/NGL             | 1.969.239  | 7,48  | 8     | 1,5        | 1          |
|        | Unione Cristiano-Sociale in Baviera (CSU)                       | PPE                 | 1.896.762  | 7,20  | 8     | 0,8        | 1          |
|        | Liberi Elettori (FW)                                            | -                   | 442.579    | 1,68  | -     | nuovo      | nuovo      |
|        | I Repubblicani (REP)                                            | -                   | 347.887    | 1,32  | -     | 0,6        | Stabile    |
|        | Partito per l'Umanità, l'Ambiente e la Protezione degli Animali | -                   | 289.694    | 1,10  | -     | 0,2        | Stabile    |
|        | Partito delle Famiglie di Germania (Familie)                    | -                   | 252.121    | 0,96  | -     |            |            |
|        | Partito Pirata (Piraten)                                        | -                   | 229.464    | 0,87  | -     |            |            |
|        | Partito dei Pensionati (Rentner)                                | -                   | 212.501    | 0,81  | -     |            |            |
|        | Partito Ecologico-Democratico (ÖDP)                             | -                   | 134.893    | 0,51  | -     |            |            |
|        | Unione Popolare Tedesca (DVU)                                   | -                   | 111.695    | 0,42  | -     |            |            |
|        | Partito dei Pensionati e dei Pensionandi (RRP)                  | -                   | 102.174    | 0,39  | -     |            |            |
|        | Altri <100.000 voti                                             | Altri <100.000 voti | 717.885    | 2,73  | -     |            |            |
| Totale | Totale                                                          | Totale              | 26.333.444 |       | 99    |            |            |